# Schloss Rottleben
Schloss Rottleben liegt im Dorf Rottleben im Kyffhäuserkreis in Thüringen.

## Lage
Schloss Rottleben befindet sich am Südhang des kleinen Kyffhäusergebirges im gleichnamigen Dorf.
In der Nähe sind die Barbarossahöhle und die Ruine Falkenburg. Verkehrsmäßig ist das Dorf und somit das Schloss über die Landesstraßen 2292, 1172 und 1034, westlich von Bad Frankenhausen liegend, gut zu erreichen.

## Geschichte
Vor der urkundlichen Nennung von 1125 des Dorfes befand sich das Schloss schon im Ort. Es ist ein Sitz des niederen Landadels, derer von Rothenburg gewesen. Gut und Landsitz waren eine Einheit. Zuletzt gehörte das Schloss den Grafen von Schwarzburg. Sie herrschten und wirkten bis 1945. Dann erlosch das Geschlecht.
Später bewirtschaftete die uradelige Familie von Rüxleben das Anwesen. Letzter Gutsherr wurde der fst. schwarzb. Kammerherr und Hauptmann a. D. Walter Freiherr von Rüxleben (1882–1947), der mit Elsa von Deichmann (1883–1971) verheiratet war, Tochter des geadelten Adolf von Deichmann (1831–1907), Bankier in London. Bis zur entschädigungslosen Enteignung 1945 blieb Freiherr von Rüxleben Gutsbesitzer, wohnte zuletzt in Nordhausen.
Zurzeit steht das Anwesen leer.